# Guy Mollet
Guy Mollet (Flers (Orne), 31 december 1905 - Parijs, 3 oktober 1975) was een Frans socialistisch politicus. Hij was van 31 januari 1956 tot 12 juni 1957 premier van Frankrijk (Président du Conseil). Tijdens zijn bewind brak de Algerijnse Onafhankelijkheidsoorlog uit, vond de Suezcrisis plaats en tekende Frankrijk de Verdragen van Rome.

## Biografie

### Achtergrond, opleiding en vroege carrière

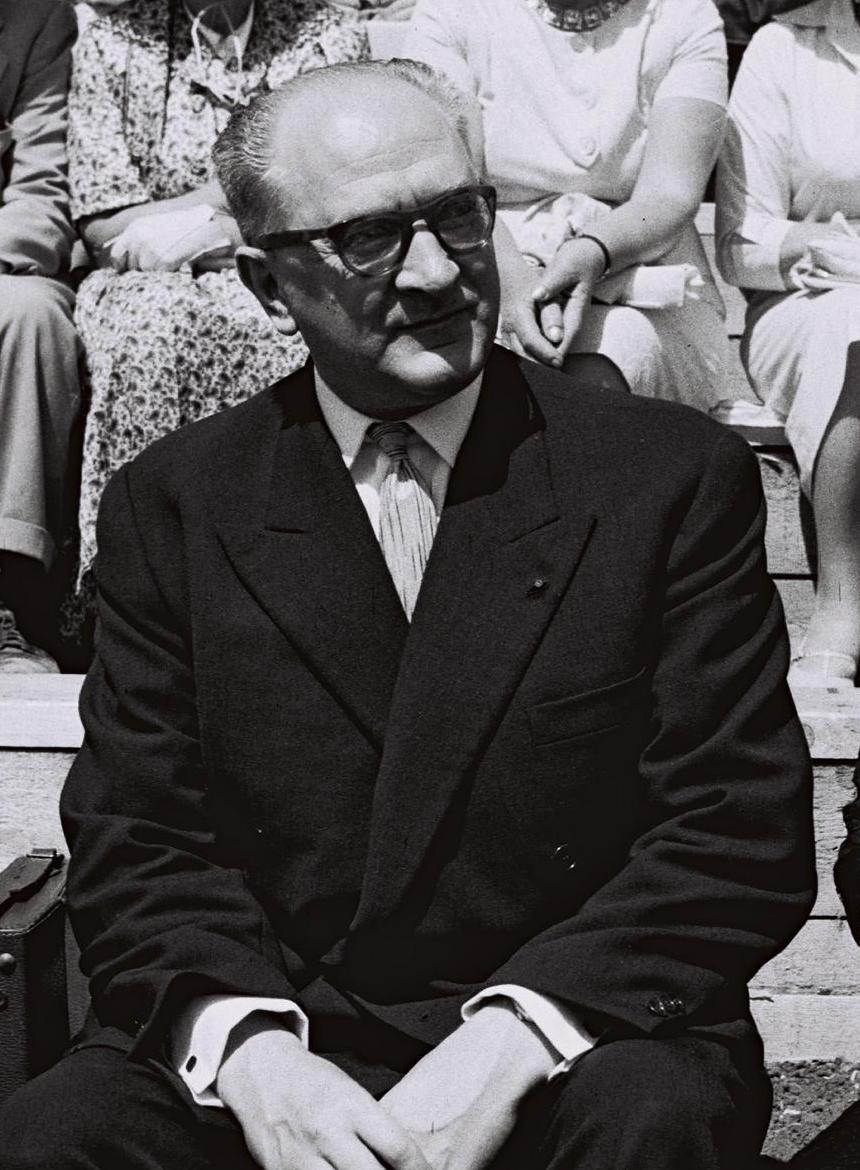
G.M. (1959)

Guy Mollet werd in 1905 in het Normandische Flers (departement Orne) geboren. Zijn vader was een textielarbeider. Mollet studeerde Engels aan de Universiteit van Lille en gaf les in de Engelse taal in Le Havre en Lisieux. Later was hij leraar aan het lycée van Atrecht. Als jongeman sloot hij zich aan bij de socialistische Section Française de l'Internationale Ouvrière (SFIO) en was actief binnen de socialistische vakbeweging CGT. In 1928 werd hij gekozen tot assistent-secretaris van de socialistische jeugdbeweging in het departement Pas-de-Calais. In 1932 werd hij secretaris-generaal van de Lerarenbond.

### Een dogmatischmarxist
Guy Mollet was een aanhanger van het marxisme en tegenstander van het revisionisme. Hij beschouwde de Franse socialist Alexandre Desrousseaux, een van de oprichters van de SFIO en partijideoloog, als zijn politieke mentor. Mollet geloofde sterk in traditioneel marxistische uitgangspunten als klassenstrijd en de socialistische partij als voorhoede van werkende klasse en wantrouwde de burgerlijke partijen, maar was tegelijkertijd een fel tegenstander van het communisme en geloofde dat de socialistische doelstellingen binnen het parlementair stelsel moest worden verwezenlijkt. Het communisme had zijns inziens alleen maar bijgedragen tot verdeeldheid binnen de socialistische wereld. Een van zijn uitspraken was: "de Communistische Partij staat niet links maar in het oosten."

### Verzet
Guy Mollet nam in 1939 dienst in het Franse leger en werd in 1940 door de Duitsers gevangengenomen. Na enkele maanden krijgsgevangenschap kwam hij in juni 1941 vrij en sloot zich aan bij het verzet (Résistance). Hij werd lid van de verzetsbeweging Organisation Civile et Militaire. De OCM was actief in het noorden van Frankrijk (Pas-de-Calais, Orne) en bestond uit burgerlijke en socialistische verzetsleden. Mollet werd tot driemaal toe door de Gestapo opgepakt en verhoord. Mollet nam in 1944 deel aan de Bevrijding van Frankrijk en in 1945 werd hij gekozen tot burgemeester (maire) van Atrecht (Arras), hetgeen hij tot zijn dood in 1975 bleef.

### Politieke carrière
Mollet werd in 1946 in de Grondwetgevende Vergadering (Assemblée Constituante) gekozen en was nadien voor het departement Pas-de-Calais lid van de Franse Nationale Vergadering (Assemblée Nationale Française). Van 1946 tot 1949 was hij ook lid van de Conseil Général (Algemene Raad) van Pas-de-Calais.
Mollets carrière verliep in een relatief hoog tempo. Niet alleen in de landelijke politiek rees zijn ster, maar ook binnen de partij. Hij stond bekend als een dogmatisch marxist en was het niet eens met de gematigde koers die de SFIO voer onder de oude en respectabele partijleider Léon Blum. In 1946 was hij kandidaat voor het secretaris-generaalschap van de partij. Zijn voornaamste tegenkandidaat was Daniel Mayer, een medestander van Blum. Mollet werd gekozen tot secretaris-generaal van de SFIO (maart 1946). Als nieuwe secretaris-generaal stond hij kritisch ten opzichte van samenwerking met burgerlijke partijen, ook met de meer links-georiënteerde partijen. Zijn vijandschap tegenover de Communistische Partij van Frankrijk (Parti Communiste Français) zorgde er echter ook voor dat samenwerking met die partij ook werd uitgesloten. Guy Mollet zou gedurende 23 jaar secretaris-generaal van de SFIO blijven. Hij zou ook haar voorlaatste secretaris-generaal zijn.
Tijdens de regeringen van het tripartisme (driepartijenregeringen van SFIO, MRP en PCF) was Mollet minister van Staat (1946-1947) onder Léon Blum, eenzelfde ministerspost die hij bekleedde in het kabinet-Pleven (1950-1951). In 1951 was hij vicepremier onder premier Henri Queuille. Mollet, een groot voorstander van Europese eenheid, vertegenwoordigde Frankrijk bij de eerste zittingen van de Raad van Europa en was fractievoorzitter van de Europese Socialisten. Daarnaast was hij lid van het Actiecomité voor de Verenigde Staten van Europa van Jean Monnet en een warm voorstander van Atlantische samenwerking en bepleitte Frankrijks toetreding tot de Europese Defensie Gemeenschap (EDG). In 1954 besloot de regering echter dat Frankrijk niet zou toetreden tot de EDG. Overigens was een deel van de SFIO fel tegen Franse toetreding.
Van 1951 tot 1969 was hij vicepresident van de Socialistische Internationale.

### Premier van Frankrijk
Ondanks zijn kritische houding ten opzichte van de burgerlijke partijen was hij in december 1955 nauw betrokken bij de vorming van het centrumlinkse Front Républicain (Republikeins Front), bestaande uit de socialistische SFIO, de burgerlijk linkse PRS en UDSR en de Gaullistische CNRS. Het Front Républicain won de parlementsverkiezingen van 2 januari 1956. President René Coty benoemde Mollet, leider van de grootste partij binnen het Front Républicain, tot formateur. Mollet formeerde een kabinet uit de partijen van het Front en werd op 31 januari 1956 premier van Frankrijk (Président du Conseil).
Binnenlands beleid
Hoewel Mollet de geschiedenis in zou gaan als de premier onder wiens bewind de voor Frankrijk onfortuinlijke Algerijnse Onafhankelijkheidsoorlog uitbrak en de kortstondige oorlog met Egypte plaatsvond - die ook slecht verliep voor Frankrijk - en dit heeft gezorgd voor een negatief beeld van Mollet, was zijn binnenlands beleid veel succesvoller. Onder zijn premierschap kwam een oudedagsvoorziening tot stand en werden doorbetaalde vakantiedagen een feit. In maart 1957 ondertekende hij met de ministers Christian Pineau en Maurice Faure namens Frankrijk de Verdragen van Rome die leidden tot de oprichting van de Europese Economische Gemeenschap (EEG), de voorloper van de huidige Europese Unie (EU). Daarnaast werd de overdracht van het door Frankrijk bezette Saarland met Duitsland geregeld.
Algerije
Net als de meeste Franse socialisten moest Mollet niets weten van het kolonialisme en was hij voorstander van het ontbinden van het Franse koloniale rijk. Voor Mollet - en zo dachten de meeste Fransen erover - was het "Overzeese Gebiedsdeel" Algerije een integraal onderdeel van Frankrijk. In Algerije woonden ca. 2 miljoen Europeanen (w.o. 1 miljoen zgn. Pieds-Noirs) met een Frans paspoort en was Algerije opgedeeld in drie departementen die afgevaardigden zonden naar het Franse parlement. Algerije kon in de ogen van Mollet niet worden overgedragen aan de Algerijnen. Mollet was echter wel bereid tot tegemoetkomingen. Hervormingen moesten de participatie van Algerijnen in het bestuur vergroten en betere omstandigheden voor de arme Algerijnen moesten de nationalisten van het Front de Libération Nationale (FLN) de wind uit de zeilen nemen. Ook was hij bereid tot onderhandelingen met de FLN.
In februari 1956 bezocht Mollet Algerije. Tijdens een demonstratie op 6 februari 1956 werd hij door demonstranten bekogeld met rotte tomaten. De Fransen noemen Mollets bezoek aan Algerije sindsdien "la journée des tomates."
Terug in Frankrijk besloot Mollet tot een harde aanpak van het "terrorisme" van de FLN in Algerije. Generaal Georges Catroux (1877-1969), de liberale gouverneur-generaal van Algerije werd vervangen door Jacques Soustelle (1912-1990), een partijgenoot van Mollet en eveneens een voorstander van een harde lijn. Mollet stuurde veel Franse militairen naar de kolonie en stond martelingen van "verdachten" toe. Dit beleid van marteling bleef tot oktober 1957 van kracht. Een aantal kabinetsleden, zoals Alain Savary (SFIO) en Pierre Mendès France (PRS) traden uit onvrede over het Algerijebeleid van Mollet uit de regering.
Suezcrisis
In 1956 nationaliseerde de Egyptische president Gamal Abdel Nasser het Suezkanaal. De Britten en de Fransen vreesden dat Nasser het kanaal zou sluiten voor aanvoer van olie naar Europa. In oktober 1956 vond er een geheime ontmoeting plaats tussen de Britse premier Sir Anthony Eden, Mollet en de Israëlische premier David Ben-Goerion. De drie regeringsleiders besloten tot een gezamenlijk actie tegen Egypte. Israëlische troepen vielen Egypte binnen (29 oktober 1956) binnen terwijl de Frans-Britse troepen het Suezkanaal bezetten (31 oktober).
De aanval op Egypte en de bezetting van het Suezkanaal leidde tot scherpe Amerikaanse protesten. De Fransen en Britten hadden dit niet verwacht, maar de VS konden niet anders. Rond dezelfde periode viel Rusland Hongarije binnen om de communistische regering in haar macht te herstellen. De VS uitten scherpe kritiek op de Russen en waren gedwongen ook scherpe kritiek te uiten op de Israëli's, de Britten en de Fransen. Met steun van de VS diende Canada een resolutie in bij de VN Veiligheidsraad, die echter door een veto van de Fransen en Britten werd getroffen. Hierop besloot de VN tot het instellen van een vredesmacht en dwongen Frankrijk en het Verenigd Koninkrijk tot een wapenstilstand. Nog voor het jaareinde waren de Britse en Franse troepen uit Egypte vertrokken. Israëlische troepen vertrokken in maart 1957.
Brits-Franse Unie
Mollets sympathie voor Engeland bleef niet alleen beperkt tot de taal, maar reikte veel verder. In 1956 benaderde hij premier Eden van het Verenigd Koninkrijk en stelde een Brits-Franse Unie onder de Britse kroon voor. Eden verwierp echter het voorstel van Mollet.
Aftreden
Mollets aftreden als premier op 12 juni 1957 hing nauw samen met zijn Algerijebeleid. In het voorjaar van 1957 wilde Mollet een belastingverhoging invoeren om de strijd in Algerije te bekostigen. In het parlement was geen meerderheid voor dit voorstel te vinden en in mei 1957 diende Mollet zijn ontslag in bij president René Coty.

### Carrière na zijn premierschap
Guy Mollet bleef na zijn aftreden als premier leider van de SFIO. Van 15 mei 1958 tot 1 juni 1958 was hij vicepremier in het kabinet-Pflimlin. Hij steunde de terugkeer van generaal Charles de Gaulle en had een groot aandeel in de vorming van diens kabinet. Hij trad als minister van Staat toe tot diens kabinet (1 juni 1958). Mollet zag in De Gaulle de redder van Frankrijk. Op 8 januari 1959 trad hij echter uit de regering, maar hij onderhield contacten met De Gaulle tot 1962, toen hij in de oppositie ging. In 1965 weigerde hij echter de kandidatuur van Gaston Defferre (SFIO) te steunen bij de presidentsverkiezingen tegen De Gaulle en steunde François Mitterrand, die geen lid was van de SFIO.
Mollets samenwerking met de Gaullisten bracht hem in diskrediet bij veel partijgenoten en andere linkse politici. Hij steunde echter wel de vorming van de linkse Fédération de la Gauche Démocrate et Socialiste (FGDS) onder leiding van Mitterrand. Allerlei afscheidingen van de SFIO maakten ook deel uit van de FGDS. De SFIO was echter maar een onbelangrijk bestanddeel van de FGDS en marginaliseerde.
Bij de presidentsverkiezingen van 1969 steunde hij de kandidatuur van Defferre wel, maar hij behaalde maar 5% van de stemmen. Dit was het einde van de SFIO. Mollet werd als secretaris-generaal vervangen door Alain Savary en de partij ging op in de nieuwe Parti Socialiste (PS, Socialistische Partij). Bij het befaamde Congres van Épinay (juni 1971) koos de PS voor een nieuwe koers onder leiding van François Mitterrand.
Mollet verliet na de verkiezing van Mitterrand de PS partijleiding omdat hij niet geloofde dat de laatste een echte socialist was.

### Overlijden
Guy Mollet overleed op 69-jarige leeftijd, op 3 oktober 1975 aan een hartaanval in Parijs.

## Ministersposten
- Minister van Staat in het kabinet-Blum III (16 december 1946 - 22 januari 1947)
- Minister van Staat belast met de portefeuille Europa in het kabinet-Pleven I (12 juni 1950 - 10 maart 1951)
- Vicepremier belast met de portefeuille Europa in het kabinet-Queuille III (10 maart - 11 augustus 1951)
- Premier van Frankrijk (Président du Conseil) (1 februari 1956 - 13 juni 1957)
- Vicepremier in het kabinet-Pflimlin (15 mei - 1 juni 1958)
- Minister van Staat in het kabinet-De Gaulle III (1 juni - 14 juni 1958)
- Minister van Staat belast met het toezien op het functioneren van de regering in het kabinet-De Gaulle III (14 juni 1958 - 8 januari 1959)

## Werken
- Comment les socialistes voient l'Union européenne, conferentie van ambassadeurs, 1951
- L'Europe unie, pourquoi, comment,uitgave van de SFIO, 1953
- Bilan et perspectives socialistes, uitgave Plon, 1958
- 13 mai 1958 - 13 mai 1962, editie Plon, 1962
- La Construction européenne vue par un socialiste français, uitgave van de SFIO, 1965
- Les Chances du socialisme. Réponse à la société industrielle, uitgave Fayard, 1968
- Le Socialisme selon Tito, uitgave Seghers, 1971
- 15 ans après. La Constitution de 1958, uitgave Albin Michel, 1973

## Verwijzingen
1. ↑  Historical Dictionary of the French Fourth and Fifth Republics, 1946-1991, door: Wayne Northcutt (hoofdred.), 1992, blz. 311
2. ↑  idem
3. ↑  Historical Dictionary of the French Fourth and Fifth Republics, 1946-1991, door: Wayne Northcutt (hoofdred.), 1992, blz. 312
4. ↑  Een deel van de PRS dat fel tegen samenwerking met de SFIO was, had zich inmiddels als Centre Républicain afgescheiden.
5. ↑  Daarnaast bezaten ook "geassimileerde" moslims een Frans paspoort.
6. ↑  http://news.bbc.co.uk/2/hi/uk_news/6261885.stm. Gearchiveerd op 5 juli 2023.

- Biblioteca Nacional de España: XX848786
- Bibliothèque nationale de France: cb121362247 (data)
- Catàleg d'autoritats de noms i títols de Catalunya: 981058530273406706
- Gemeinsame Normdatei: 119063344
- International Standard Name Identifier: 0000 0001 0855 8242
- Library of Congress Control Number: n88664076
- Base Léonore: 19800035/1331/54348
- National Archives and Records Administration: 10571263
- Nationale Bibliotheek van Tsjechië: skuk0000900
- Nationale Bibliotheek van Israël: 987007278849905171
- Nationale Bibliotheek van Polen: a0000002242234
- Nederlandse Thesaurus van Auteursnamen: 067722083
- Istituto Centrale per il Catalogo Unico: DDSV241781
- SNAC: w6xd3k0h
- Système universitaire de documentation: 029815681
- Virtual International Authority File: 22176631
- WorldCat: E39PBJd3GYJtgRHtFxGfCv8DMP